# Mac DeMarco
Mac DeMarco (1990, Duncan) és un músic multiinstrumentista canadenc d'estil descrit com a «blue wave» o «slacker rock» (rock gandul).
Després de graduar-se a l'escola d'Edmonton, la capital de la província canadenca d'Alberta el 2008, se'n va anar a viure a Vancouver. Mentre vivia al barri de Killarney va publicar un àlbum de semi-producció, Heat Wave, autodenominant-se Makeout Videotape. Es van vendre les 500 unitats que s'havien produït. Durant aquest temps DeMarco va treballar en projectes de vídeo "psicodèlics".
El 2011, DeMarco se'n va anar a viure a Montreal i va començar a gravar un àlbum com a solista. Mentre no trobava feina com a músic, va participar en experiments mèdics per diners i va treballar pavimentant carreteres. El 2012, va llançar un primer EP Rock and Roll Nightclub. L'àlbum compta amb quatre cançons de veu lenta. Aquest àlbum va impressionar la seva nova productora, Captured Tracks, que van acceptar produir un àlbum més complet. Aquesta producció va rebre moltes bones crítiques i va obtenir una menció Best New Music per Pitchfork Media. Una de les cançons d'aquest àlbum, «Moving Like Mike», es va utilitzar per fer un anunci comercial. El juny del 2013, l'àlbum va ser nominat al premi Polaris Music Prize.
El 21 de gener del 2014, DeMarco va anunciar el llançament del seu nou àlbum, Salad Days, que comença amb el single «Passing Out Pieces» que va sortir a la venda l'1 d'abril de 2014. El 31 de gener, DeMarco va anunciar que gravaria amb Tyler The Creator. Captured Tracks va anunciar una sèrie de subscripció anomenat El món meravellós de Mac Demarco.

## Estil
DeMarco ha esmentat Shuggie Otis, Steely Dan, Weezer, i Jonathan Richman com els seus artistes preferits que van influir en el seu estil. Les seves composicions a base de guitarra s'han traslladat de les obres de inpirades pel glam que són descrites com «pop descentrat». DeMarco descriu el seu estil com «jizz jazz».

## Discografia
Amb Makeout Videotape
- Heat Wave! (2009, producció pròpia)
- Eating Like A Kid (2010, producció pròpia)
- Weird Meats 7 (2010, Unfamiliar Records)
- Ying Yang (2011, producció pròpia)
- Bossa Ye Ye (2011, producció pròpia)

com a Mac DeMarco
- Rock and Roll Night Club (2012, Captured Tracks)
- 2 (2012, Captured Tracks)
- Salad Days (2014, Captured Tracks)
- Another One (2015)